# 臺南市安南區顯宮國民小學
23°02′11″N 120°07′36″E / 23.036394°N 120.126718°E
臺南市安南區顯宮國民小學是位於臺灣臺南市安南區的市立國民小學，前身為「鎮海國小顯宮分校」。該校特色為有重點發展國樂團與金獅陣，與鄰近的鹿耳門天后宮關係密切。

## 沿革
顯宮國小前身是「鎮海國民學校顯宮分班」，於民國41年（1952年）9月成立。創班之初，分班主任陳朝陽商借鹿耳門天后宮廂房做為教室。隔年（1953年）2月改為「鎮海國民學校顯宮分校」，這年秋天地方人士在天后宮廟地上搭建3間竹造臨時教室。於民國44年（1955年）在天后宮廟地上興建校舍。民國45年（1956年）8月正式獨立為「顯宮國民學校」，首任校長是葉志雄。民國57年（1968年）8月，改為「顯宮國民小學」。
民國60年（1971年）9月6日，鹼安代用國小停辦後，該校學生轉入顯宮國小。民國61年（1972年）因鹿耳門天后宮香火日漸興盛，廟中鑼鼓聲影響教學，而有遷校之議。民國66年（1977年）臺碱公司提供宿舍區運動場地為顯宮國小新址用地，解決過去學校與廟宇緊鄰的問題。新校舍之後於民國69年（1980年）落成啟用，當時有教室4間、地下室3間、校長室、圖書室、教具室。
而在鹿耳門天后宮協助經費下，該校在民國80年（1991年）1月20日成立「金獅陣」，民國83年（1994年）12月5日成立國樂團。

### 碱安國小
碱（鹼）安代用國小創立於民國36年（1947年）3月21日，當時名為「臺灣碱業有限公司第二廠員工子弟小學」，同年4月18日改為「臺灣碱業有限公司第二廠附設小學」。次年（1948年）4月28日，又改稱「私立碱業小學」。民國38年（1949年）2月1日，改稱「顯宮代用國民學校」。到了民國45年（1956年）1月13日，又改稱「碱安代用國民學校」。民國57年（1968年），改稱「碱安代用國民小學」，之後於民國60年（1971年）9月6日停辦，學生轉入顯宮國小。

## 外部連結
- 臺南市安南區顯宮國民小學 （页面存档备份，存于）